# Bundesarbeitsgemeinschaft Landesjugendämter
Die Bundesarbeitsgemeinschaft Landesjugendämter (BAG) ist der Zusammenschluss der 17 Landesjugendämter im Bundesgebiet, die in ihrem jeweiligen Einzugsbereich überörtliche Aufgaben der Jugendhilfe wahrnehmen.

## Aufgaben
Die BAG Landesjugendämter entwickelt gemeinsame Verfahrensweisen und Grundsätze für die Jugendhilfe in Bund, Ländern und Kommunen, nimmt zu Gesetzentwürfen im Bereich der Jugendhilfe Stellung, erarbeitet Empfehlungen und Arbeitshilfen und trägt zu einer bundeseinheitlichen Anwendung des SGB VIII (Kinder- und Jugendhilfegesetz) bei.
Die Zusammenarbeit der Landesjugendämter in der Bundesarbeitsgemeinschaft hat zum Ziel, den fachlichen Standard in der Praxis der Kinder- und Jugendhilfe zu sichern und weiterzuentwickeln, zu einer bundesweit einheitlichen Ausgestaltung der Angebote und Leistungen der Kinder- und Jugendhilfe beizutragen und sich für die Belange junger Menschen und ihrer Familien einzusetzen. Dies geschieht durch die Erarbeitung von gemeinsamen Empfehlungen zu einzelnen Arbeitsfeldern. Die BAG Landesjugendämter äußert sich zu jugendhilferelevanten Gesetzentwürfen auf Bundesebene, ist Mitglied in bundeszentralen Fachgremien und arbeitet mit Fachorganisationen und Gremien der öffentlichen und der freien Jugendhilfe zusammen. Bei all ihren Aktivitäten nimmt sie insbesondere die Interessen der öffentlichen Jugendhilfe wahr.
Die Landesjugendämter haben im Rahmen ihrer zweigliedrigen Struktur von Verwaltung und Ausschuss intensive Kontakte und Kooperationen mit den örtlichen öffentlichen Trägern, den Jugendämtern, sowie den Einrichtungen freier Träger. Sie agieren damit an einer zentralen Schnittstelle zwischen jugendhilfepolitischer Orientierung, fachwissenschaftlicher Entwicklung und fachlichem Orientierungsbedarf der örtlichen Jugendhilfepraxis.
Mit ihren Stellungnahmen, Empfehlungen und Arbeitshilfen wendet sich die BAG Landesjugendämter an die Öffentlichkeit und an die Fachpraxis.

## Entstehungsgeschichte
Als Gründungsdatum gilt eine erste Zusammenkunft nord-westdeutscher Landesjugendämter am 13. und 14. Dezember 1954 in Düsseldorf.
Die Zusammenarbeit dehnte sich in den Folgejahren auf alle Länder aus. Seit der 8. Arbeitstagung 1960 in Wiesbaden wurde die Bezeichnung „Bundesarbeitsgemeinschaft der Landesjugendämter und Fürsorgeerziehungsbehörden“ geführt.
Im Zug der Neuordnung des Jugendhilferechts durch das SGB VIII entfielen dann ab 1991 die „überörtlichen Erziehungsbehörden“, gleichzeitig kamen die Landesjugendämter der neuen Bundesländer hinzu, so dass sich der Zusammenschluss danach als „Bundesarbeitsgemeinschaft der Landesjugendämter“ präsentierte.
Im Jahr 2010 beschloss die Bundesarbeitsgemeinschaft, sich selbst ein neues Erscheinungsbild zu geben. Sie modernisierte Logo und Briefbogen und firmiert seit der 110. Arbeitstagung als „Bundesarbeitsgemeinschaft Landesjugendämter“, kurz BAG Landesjugendämter. Auf das bis dahin verwendete Akronym „BAGLJÄ“ wurde verzichtet, um einen auch nach außen hin verständlichen Namen zu tragen.

## Inhalte der Arbeit
Die Schwerpunktsetzung der fachlichen Arbeit orientiert sich an den Aufgabenstellungen der Landesjugendämter, wie sie in § 85 Abs. 2 SGB VIII zusammengefasst sind.
Im Zentrum stehen dabei die Rechtsentwicklung in der Jugendhilfe, im Familienrecht und in angrenzenden Rechtsgebieten sowie deren Umsetzung in die örtliche Praxis.
Stellungnahmen und Empfehlungen zur Qualität und Ausgestaltung der Kindertagesbetreuung, zur Umsetzung fachlicher Standards in Einrichtungen der Erziehungshilfe, zum Fachkräftegebot, zu Fragen der Kostenerstattung, zur Jugendhilfeplanung oder zur Qualitätsentwicklung in der Jugendarbeit, repräsentieren exemplarisch die Breite der fachlichen Themen. Mit den wiederholt fortgeschriebenen „Empfehlungen zur Adoptionsvermittlung“ wurden Standards gesetzt, derer sich heute auch die Rechtsprechung bedient.
Im Jahr 2011 reagierte die BAG Landesjugendämter gemeinsam mit Jugendämtern auf die vielfach negative Darstellung der Jugendämter in den Medien mit der Kampagne „Das Jugendamt. Unterstützung, die ankommt.“. Diese gab den Jugendämtern Gelegenheit, ihre vielfältigen Angebote und Leistungen in einem bundesweiten Rahmen differenziert und öffentlichkeitswirksam darzustellen. Unterstützt wurde die Kampagne vom Bundesministerium für Familie, Senioren, Frauen und Jugend und von den Kommunalen Spitzenverbänden. Die im Rahmen der Kampagne entwickelte Broschüre „Was Jugendämter leisten“ stellt erstmals einheitlich in knapper verständlicher Form die Arbeit der Jugendämter dar und hat eine Auflage von etwa 450.000 Exemplaren (Stand 2012) erreicht. Sie ist neben der deutschen Fassung in Türkisch, Russisch und Englisch zu haben.
Intensiv beteiligte sich die BAG Landesjugendämter an der Diskussion um Verbesserungen des Kinderschutzes und um ein Bundeskinderschutzgesetz. Im Jahr 2012 erarbeitet sie gemeinsam mit der Arbeitsgemeinschaft für Kinder- und Jugendhilfe Empfehlungen zur Umsetzung dieses Gesetzes.

## Arbeitsweise
Die Mitgliederversammlungen der BAG Landesjugendämter finden halbjährlich als Arbeitstagungen statt. Arbeitsgruppen bereiten Stellungnahmen, Beschlüsse und Empfehlungen vor.
Zu einzelnen Schwerpunktthemen werden Fachtagungen durchgeführt, die dem intensiven Erfahrungsaustausch und der breiten fachlichen Fundierung zentraler Themen dienen.
Die Geschäftsstelle hat ihren Sitz bei der Verwaltung, der die bzw. der Vorsitzende der BAG Landesjugendämter angehört. Der Vorsitz wird für vier Jahre gewählt, die Wiederwahl für eine weitere Amtsperiode ist möglich.

## Vorsitzende
- 1955–1974 Karl-Wilhelm Jans, Landesjugendamt Rheinland[2]
- 1974–1994 Helmut Saurbier, Landesjugendamt Rheinland
- 1994–1998 N.N., Landesjugendamt Hessen[2]
- 1998–2004 Markus Schnapka, Landesjugendamt Rheinland
- 2004–2010 Robert Sauter, Landesjugendamt Bayern[3]
- 2010–2018 Birgit Zeller, Landesjugendamt Rheinland-Pfalz
- 2018–2022 Lorenz Bahr, Landesjugendamt Rheinland
- seit 2023 Birgit Westers, Landesjugendamt Westfalen[4]